# Aglauropsis jarli
Aglauropsis jarli es una especie de hidrozoo de la familia Olindiidae.   Se distribuye en la costa oeste tropical de África.